# Кальдарий
Кальда́рий, кальда́риум (лат. caldarium, calidarium, от calida  — «горячая вода») — одно из основных помещений римских терм, зал с горячей водой.
Как правило, имел купольное покрытие; в верхней части стен располагались один или два ряда оконных проёмов. В зале были бассейны с горячей водой, часто располагавшиеся вдоль стен. Пол и стены обогревались горячим воздухом, который обеспечивался гипокаустом.
Перед кальдарием находились бассейны с холодной водой (фригидарий) и тёплой (тепидарий).